# Harlots
Harlots es una serie de televisión web británico–estadounidense, creada por Alison Newman y Moira Buffini e inspirada en la novela The Covent Garden Ladies de Hallie Rubenhold. La serie se centra en Margaret Wells, que dirige un burdel en la Inglaterra del siglo XVIII y lucha por criar a sus hijas en un hogar caótico.
La serie se estrenó el 27 de marzo de 2017 en ITV Encore en el Reino Unido, y el 29 de marzo de 2017 en Hulu en los Estados Unidos. En Latinoamérica, se estrenó el 3 de septiembre de 2017, en Fox Premium Series. En España se estrenó el 9 de julio de 2017, en COSMO. Posteriormente se renovó para una segunda serie que se estrenó el 11 de julio de 2018 en los Estados Unidos, en Latinoamérica se estrenó el 24 de agosto de 2018 y en España se estrenó el 18 de septiembre de 2018.
El 24 de septiembre de 2018, Hulu renovó la serie para una tercera temporada. Dicha temporada fue estrenada el 10 de julio de 2019.
El 10 de junio de 2020, se anunció que Hulu había cancelado la serie después de tres temporadas.

## Argumento
Londres en 1763 está en auge, y una de cada cinco mujeres se gana la vida vendiendo sexo. La oportunidad de las mujeres para el progreso económico es casarse bien o ser prostitutas. Los burdeles de la ciudad están dirigidos por astutas y crueles empresarias como Margaret Wells y Lydia Quigley. Las prostitutas son revisadas en la lista de damas de Covent Garden de Harris, que algunas de las mujeres son vistas leyendo en el episodio de estreno. Pero hay una nueva moral en el aire a medida que los cruzados religiosos exigen el cierre de los burdeles, y los alguaciles están felices de lanzar ataques brutales.
Los episodios giran en torno a la determinación de la Sra. Wells de mejorar su vida y fortuna trasladando su burdel a la calle Griega en el Soho y servir a una mejor clase de la sociedad georgiana. Para financiar la mudanza, después de recibir una multa de 100 libras esterlinas, subasta la virginidad de su hija menor Lucy como lo había hecho antes con su hija mayor Charlotte cuando tenía 12 años. Charlotte es la amante de Sir George Howard, que quiere que firme un contrato con él que lo convierta en su «guardián». El traslado de Margaret a la calle Griega la pone en conflicto con Lydia Quigley, para quien había trabajado anteriormente como prostituta. Lydia Quigley maneja un burdel de clase alta en Golden Square, sirviendo a gente rica y altamente influyente en la judicatura y la policía, y chantajea a una reformadora religiosa para que se oponga a Margaret.
La tercera temporada sigue a «Margaret quien ha sido enviada a América en cadenas y Lydia Quigley es vencida y está en Bedlam. Parece que las chicas de Wells finalmente pueden liberarse de la enemistad de su madre, ayudada por aliados como Lady Fitz. Pero Charlotte Wells pronto se entera de que administrar un burdel lucrativo trae enemigos y amigos, incluido un nuevo proxeneta en la ciudad, Isaac Pincher. Mientras tanto, Lydia todavía encuentra una manera de morder, incluso en su hora más oscura».

## Elenco

### Principal
- Samantha Morton como Margaret Wells, la inteligente y estratégica madama de un prometedor burdel que está decidida a mejorar su fortuna; una extrabajadora sexual de Lydia Quigley.
- Lesley Manville como Lydia Quigley, la despiadada madama de un burdel elegante con clientes de la judicatura, la nobleza y la alta sociedad de la sociedad Georgiana.
- Jessica Brown-Findlay como Charlotte Wells, la hija mayor de Margaret Wells y una ingeniosa trabajadora sexual que es codiciada por la élite de la sociedad.
- Eloise Smyth como Lucy Wells, la hija más joven y favorecida de Margaret Wells, y una reacia trabajadora sexual, que se gana un acuerdo con Lord Fallon.
- Dorothy Atkinson como Florence Scanwell, un fanática religiosa que se opone al trabajo sexual y se convierte en una peón para Lydia Quigley.
- Pippa Bennett-Warner como Harriet Lennox, una ex-esclava de Nathanial Lennox, que es traída a Inglaterra como esposa y madre de dos hijos, y se convierte en una trabajadora sexual para Margaret Wells.
- Kate Fleetwood como Nancy Birch, una vieja amiga y vecina de Margaret Wells, cuya especialidad en el trabajo sexual es la esclavitud y la dominación.
- Holli Dempsey como Emily Lacey, una impulsiva trabajadora sexual que abandona a Margaret Wells, por lo que cree que son mejores perspectivas en el burdel de Lydia Quigley, y el interés amoroso de Charles Quigley.
- Douggie McMeekin como Charles Quigley, el hijo inepto y ayudante de Lydia Quigley que le gusta Emily Lacey.
- Edward Hogg como Thomas Haxby, el administrador de la casa donde Sir George Howard tiene a Charlotte Wells viviendo. (Temporada 1)
- Richard McCabe como Justice Cunliffe, es quién hace las órdenes de Los Espartanos. (Temporada 1)
- Danny Sapani como William North, el amoroso compañero y esposo de Margaret Wells, y una figura paterna para Charlotte y Lucy, quien nació como un hombre negro libre en Inglaterra de una mujer que era esclava.
- Hugh Skinner como Sir George Howard, un aspirante a miembro del Parlamento que tiene un acuerdo con Charlotte Wells para recibir sus servicios exclusivos. (Temporada 1)
- Liv Tyler como Lady Isabella Fitzwilliam (Temporada 2 y 3)
- Sebastián Armesto como Josiah Hunt (Temporada 2)
- Julian Rhind-Tutt como Harcourt Fitzwilliam, el Marqués de Blayne (Temporada 2 y 3)
- Anna Calder-Marshall como la Sra. May, una mujer jubilada, una vez amante del difunto padre de Lydia Quigley, que actúa alternativamente como una figura materna de Lydia, además de ser su cruel corruptora y atormentadora. (Temporada 2 y 3)
- Daisy Head como Kate Bottomley (Temporada 3)

### Recurrente
- Francesca Mills como Cherry Dorrington, una cortesana enana.
- Roy Beck como el Sr. Abbadon
- Rosalind Eleazar como Violet Cross, una trabajadora sexual negra y ladrona experta que trabaja para Nancy Birch.
- Rory Fleck Byrne como Daniel Marney. (Temporada 1)
- Tim McInnerny como Lord Repton. (Temporada 1)
- Fenella Woolgar como Lady Repton. (Temporada 1)
- Con O'Neil como Nathaniel Lennox, un propietario de plantaciones y esclavos que fue un antiguo amante de Margaret Wells. (Temporada 1)
- Bronwyn James como Fanny Lambert, una trabajadora sexual de buen carácter y de gran figura para Margaret Wells, que tiene una hija.
- Jordon Stevens como Amelia Scanwell, la hija de Florence Scanwell.
- Alexa Davies como Betsey Fletcher, una trabajadora sexual que trabaja para Nancy Birch. (Temporada 1)
- Poppy Corby-Tuech como Marie-Louise D’Aubigne, una trabajadora sexual francófona en la casa de Lydia Quigley que decide trabajar para Margaret Wells. (Temporada 1)
- Josef Altin como Príncipe Rasselas, un molly boy que es un informante de Lydia Quigley.
- Jordan A. Nash como Jacob Wells North, el hijo de Margaret Wells y William North.
- Ellie Heydon como Anne Pettifer, una de las chicas de Lydia Quigley.
- Steven Robertson como Robert Oswald.
- Timothy Innes como Benjamin Lennox, el hijo mayor del antiguo matrimonio de Nathaniel.
- Ziggy Heath como Sam Holland.
- Ben Lambert como Lord Fallon, una aristócrata que se interesa por Lucy.
- Gerard Monaco como el Sr. Armitage
- Sean Hart como Sir Christopher Rutledge.
- Amy Dawson como Mary Cooper. (Temporada 1)
- Eleanor Yates como Lady Caroline Howard, la rica esposa de Sir George Howard que usa sus devaneos en su beneficio. (Temporada 1)
- Lottie Tolhurst como Kitty Carter, una trabajadora sexual de Margaret Wells. (Temporada 1 y 2)
- Tom Fisher como Dr. Swinton (Temporada 3)
- Lex Shrapnel como Lord James Croft. (Temporada 3)
- Jack Greenlees como el Juez Stuart Knox, el nuevo Juez en la ciudad. (Temporada 3)

### Invitado
- Stephen Beckett como el Sr. Lynch.
- Michael Simkins como el Juez Poulson.

## Episodios
| Serie | Serie | Episodios | Episodios | Emisión original    | Emisión original     |
| Serie | Serie | Episodios | Episodios | Primera emisión     | Última emisión       |
| ----- | ----- | --------- | --------- | ------------------- | -------------------- |
|       | 1     | 8         | 8         | 27 de marzo de 2017 | 15 de mayo de 2017   |
|       | 2     | 8         | 8         | 11 de julio de 2017 | 22 de agosto de 2018 |
|       | 3     | 8         | 8         | 10 de julio de 2019 | 28 de agosto de 2019 |

## Doblaje
| Personaje                 | Actor original        | Actor de doblaje (Latinoamérica)             | Actor de doblaje (España)                 | Temporada |
| ------------------------- | --------------------- | -------------------------------------------- | ----------------------------------------- | --------- |
| Margaret Wells            | Samantha Morton       | Mariana Gómez                                | Nuvia Mediavilla                          | 1ª-       |
| Lydia Quigley             | Lesley Manville       | Bibiana Iragorri                             | María Jesús Lleonard                      | 1ª-       |
| Charlotte Wells           | Jessica Brown-Findlay | Lupita Macedo                                | Isabel Valls                              | 1ª-       |
| Lady Isabella Fitzwilliam | Liv Tyler             | Adriana Rodríguez                            | -                                         | 2ª-       |
| Lucy Wells                | Eloise Smith          | Rose Mendoza                                 | Nerea Alfonso                             | 1ª-       |
| Emily Lacey               | Holli Dempsey         | Denisse Leguizamo                            | Nuria Trifol                              | 1ª-       |
| William North             | Danny Sapani          | David Arturo Lazcano                         | José García Tos                           | 1ª-       |
| Violet Cross              | Rosalind Eleazar      | Mireya Jaurez                                | -                                         | 1ª-       |
| Lord Fallon               | Ben Lambert           | César Echeverría                             | Luis García Márquez                       | 1ª-       |
| Fanny Lambert             | Bronwyn James         | Sara García                                  | María Guevara García                      | 1ª-       |
| Amelia Scanwell           | Jordon Stevens        | Camila Vazquez                               | Clara Schwarze                            | 1ª-       |
| Florence Scanwell         | Dorothy Atkinson      | Irma Infante                                 | Alicia Laorden                            | 1ª-       |
| Nancy Birch               | Kate Fleetwood        | Mariana Gortárez                             | Alba Sola                                 | 1ª        |
| Nancy Birch               | Kate Fleetwood        | Mariana Gortárez                             | Mercedes Montalá                          | 2ª        |
| Charles "Charlie" Quigley | Douggie McMeekin      | Héctor Rocha                                 | Mark Torrents                             | 1ª-       |
| Kitty Carter              | Lottie Tolhurst       | Jessica Monzon (1 voz) Brenda Ludwig (2 voz) | Laura Monedero                            | 1ª-2ª     |
| Juez Josiah Hunt          | Sebastián Armesto     | Benjamín Flores                              | José Posada                               | 2ª-       |
| Créditos técnicos         |                       |                                              |                                           |           |
| Estudio de doblaje        | Estudio de doblaje    | Business Sounds, Cuernavaca, México          | Deluxe Spain, Madrid, Barcelona, Santiago |           |
| Director de Doblaje       | Director de Doblaje   | Rafael Quijano                               | Xavier De Llorens                         |           |
| Traducción                | Traducción            | David Gómez                                  | Javier Pérez Alarcón                      |           |

## Producción

### Desarrollo
El 26 de mayo de 2016, se anunció que Hulu y ITV habían encargado a la coproducción una serie de ocho episodios para una primera temporada. La serie fue escrita por Moira Buffini y basada en una idea original de Buffini y Alison Newman. Se esperaba que entre los directores estuvieran Coky Giedroyc y China Moo-Young. Lawrence Till se estableció como productor, con Alison Owen y Debra Hayward también a bordo para la producción ejecutiva junto con Alison Carpenter, Buffini y Newman. Las productoras que participan en la serie incluyen Monumental Pictures.
El 27 de julio de 2017, en la gira anual de prensa de verano de Television Critics Association anunció que la serie se había renovado para una segunda temporada. El 23 de abril de 2018, se anunció que la segunda temporada se estrenaría en Estados Unidos el 11 de julio de 2018.

### Casting
Junto con el anuncio inicial del pedido de la serie, se confirmó que la serie sería protagonizada por Samantha Morton, Lesley Manville, y Jessica Brown-Findlay. El 7 de julio de 2016, se anunció que Eloise Smyth había desempeñado un papel regular en la serie.
El 16 de octubre de 2017, se anunció que Liv Tyler se unía al elenco principal en la segunda temporada.

### Rodaje
Se esperaba que el rodaje de la primera temporada comenzara en junio de 2016 en Londres.

## Recepción
| Temporada | Temporada | Respuesta crítica | Respuesta crítica |
| Temporada | Temporada | Rotten Tomatoes   | Metacritic        |
| --------- | --------- | ----------------- | ----------------- |
|           | 1         | 92% (49 reseñas)  | 74 (35 reseñas)   |
|           | 2         | 100% (12 reseñas) | —                 |
|           | 3         | 100% (12 reseñas) | 77 (5 reseñas)    |

Las tres temporadas fueron recibidas positivamente por parte de la crítica. La primera temporada de Harlots, recibió una respuesta positiva por parte de la crítica. En Rotten Tomatoes tiene un índice de aprobación del 92%, basado en 49 reseñas, con una calificación promedio de 7.08/10. El consenso crítico del sitio dice, «Harlots utiliza su estimulante tema para atraer a la audiencia, a un drama más profundo sobre la intersección de la supervivencia, los negocios y la familia». En Metacritic, tiene puntaje promedio ponderado de 74 sobre 100, basada en 35 reseñas, lo que indica «criticas generalmente favorables».
La segunda temporada, también recibió una respuesta positiva por parte de la crítica. En Rotten Tomatoes tiene un índice de aprobación del 100%, basado en 12 reseñas, con una calificación promedio de 7.83/10. El consenso crítico del sitio dice, «Harlots mantienen sus fastuosas agallas y sostienen un espejo del siglo XVIII, hasta nuestro mundo contemporáneo de preocupante sufrimiento basado en el género».
La tercera temporada al igual que la anterior, también recibió una respuesta positiva por parte de la crítica. En Rotten Tomatoes tiene un índice de aprobación del 100%, basado en 12 reseñas, con una calificación promedio de 7.25/10. El consenso crítico del sitio dice, «Encantadoramente incómodo, Harlots continúa empujando los límites, pero nunca a expensas de su deliciosa diversión campestre». En Metacritic, tiene puntaje promedio ponderado de 77 sobre 100, basada en 5 reseñas, lo que indica «criticas generalmente favorables».